# Société des Avions Marcel Bloch
Société des Avions Marcel Bloch – francuska wytwórnia samolotów założona w 1929 roku przez Marcela Blocha. W 1947 roku firma została przemianowana na Dassault Aviation.

## Historia
Wytwórnia została założona w 1929 roku przez francuskiego konstruktora lotniczego – Marcela Blocha na zamówienie Ministerstwa Sił Powietrznych. Pierwszym sukcesem wytwórni było wyprodukowanie w 1931 roku samolotu medycznego Bloch MB.80 oraz samolotu pasażersko-transportowego Bloch MB.120. Oba samoloty trafiły do produkcji seryjnej. Początkowo firma mieściła się w Boulogne-Billancourt, gdzie Marcel Bloch wraz z kilkoma młodymi inżynierami (m.in. Henri Deplante) wynajmował niewielki garaż. Pierwsze sukcesy pozwoliły firmie przenieść się do lepszych pomieszczeń. W 1932 roku przeniesiono firmę do Courbevoie.
Kolejnym zleceniem dla firmy była budowa bombowca Bloch MB.200 w 1933 roku; francuskie siły powietrzne zamówiły 208 maszyn. Ponadto samolot Blocha został zakupiony na licencji przez Czechosłowację. Produkowały go wytwórnie Aero i Avia. W 1934 roku firma zbudowała Bloch MB.210, którego wyprodukowała 298 sztuk, z czego 24 sztuki na eksport do Rumunii.
Sukces firmy przełożył się na budowę nowych zakładów w Châteauroux-Déols, Villacoublay i Bordeaux.
W 1937 roku nastąpiła nacjonalizacja przemysłu lotniczego we Francji. Firma Blocha formalnie została wywłaszczona i połączona wraz z innymi fabrykami w Société Nationale des Constructions aéronautiques du Sud-Ouest. Jednakże Bloch został dyrektorem nowej spółki, gdzie kontrolował pracę nad rozwojem nowych projektów. W 1938 roku Marcel Bloch kupił ziemię w St. Cloud, gdzie rozpoczął budowę nowego zakładu produkującego silniki lotnicze oraz śmigła. Te dziedziny jeszcze nie były znacjonalizowane przez państwo. We wrześniu 1939 roku firma zakupiła budynki przemysłowe w Talence w okręgu Bordeaux.
W związku z zagrożeniem ze strony hitlerowskich Niemiec francuski rząd w 1937 roku podjął program modernizacji lotnictwa. Marcel Bloch ponownie skonstruował udane samoloty – myśliwiec Bloch MB.150 oraz bombowiec Bloch MB.174, które były produkowane seryjnie przez Sud Aviation aż do upadku Francji w 1940 roku.
Po klęsce Francji w czerwcu 1940 roku Marcel Bloch został zniesławiony i internowany przez rząd Vichy. Niemieckie siły powietrzne zainteresowały się jego projektami, zwłaszcza Bloch MB.175, lecz on jednak odmówił współpracy z Niemcami. W czasie okupacji w fabrykach Blocha mieścił się niemiecki Junkers. Wielu projektantów Société des Avions Marcel Bloch udało się na emigrację. Przedostali się przez Hiszpanię, Algierię do Wielkiej Brytanii, gdzie dołączyli do Wolnych Francuzów. W 1944 roku Marcel Bloch został deportowany ze względu na jego żydowskie pochodzenie do obozu koncentracyjnego Buchenwald. Do Francji wrócił po wyzwoleniu obozu w kwietniu 1945 roku.
20 stycznia 1947 roku firma Blocha przekształciła się w Dassault Aviation, a sam Bloch zmienił nazwisko na Marcel Dassault.

## Konstrukcje
Prototypy oraz samoloty produkowane seryjnie:

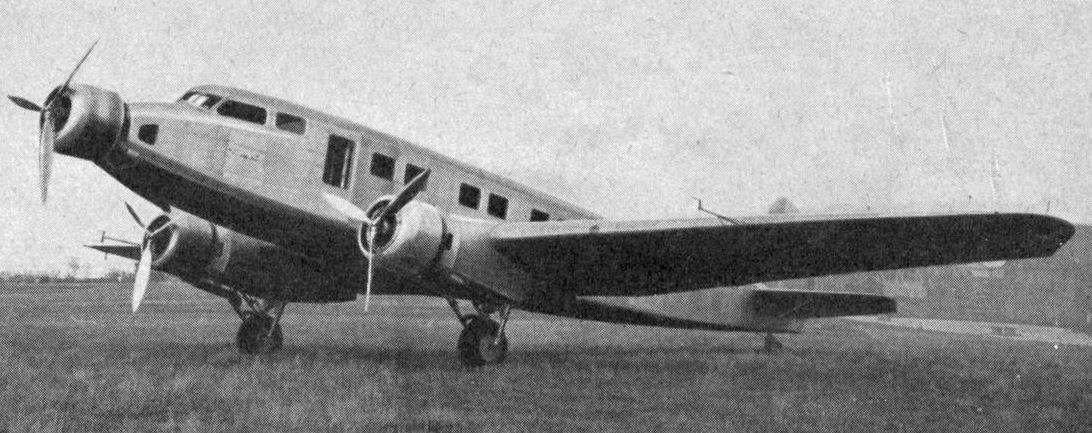
Bloch MB.300 Pacifique

- 1930: Bloch MB.60/61
- 1932: Bloch MB.80-81 (medyczny)
- 1932: Bloch MB.90/92
- 1932: Bloch MB.120
- 1933: Bloch MB.200
- 1934: Bloch MB.210
- 1935: Bloch MB.130
- 1935: Bloch MB.211
- 1935: Bloch MB.300
- 1936: Bloch MB.131
- 1936: Bloch MB.220
- 1937: Bloch MB.150-157
- 1937: Bloch MB.133
- 1938: Bloch MB.170
- 1938: Bloch MB.500
- 1939: Bloch MB.174
- 1939: Bloch MB.135
- 1939: Bloch MB.480
- 1939: Bloch MB.134
- 1939: Bloch MB.161
- 1939: Bloch MB.175
- 1940: Bloch MB.700
- 1940: Bloch MB.162
- 1941: Bloch MB 800